# 愛してる (リュ・シウォンの曲)
「愛してる」（あいしてる）は、韓国の歌手リュ・シウォンの日本での7枚目のシングルである。2008年4月23日発売。発売元は徳間ジャパンコミュニケーションズ。

## 概要
- TBS系「2時っチャオ!」エンディングテーマ

## 収録曲
1. 愛してる(4:57)
作詞：min-hwa、作曲：鈴木盛広、編曲：PIPELINE PROJECT/KAZ
2. Hide away(2:49)
作詞・作曲：福本公四郎、編曲：PIPELINE PROJECT/cocomi
3. 絆(5:19) 
作詞：小竹正人、作曲：KAZ、編曲：PIPELINE PROJECT/KAZ
4. 愛してる (Instrumental)(4:57)

## 収録アルバム
- オリジナル『蒼天の愛』（2008年6月4日）
- ベスト『Ryu Siwon Single Collection』（2009年4月22日）